# Jelša (rod)
Jelša [jéu̯ša] (znanstveno ime Alnus) je rod listopadnih dreves iz družine brezovk.

## Opis
Listi jelše so premenjalni, preprosti in imajo nazobčan rob. Cvetovi so enospolni. Moške mačice so daljše od ženskih, na drevesu pa se obojne pojavijo pogosto še preden se olista. Po večini jih oprašuje veter, pa tudi čebele. Od brez se jelša loči po tem, da so ženske mačice olesenele in po dozoretju ne razpadejo temveč se razprejo in izpustijo seme.

## Uporaba

### Za obogatitev tal
Jelša se zasaja na področja, kjer je v tleh premalo dušika. Ta drevesa namreč v svojih koreninah vzpostavijo simbiozo z aktinobakterijami Frankiella alni. Te bakterije nase vežejo dušik iz ozračja in ga pretvorijo v nitrate, ki jih odlagajo v zemljo. Te nitrate nato porabi drevo, preostanek pa ostane v zemlji in jo s tem obogati. Za zemljo je koristno tudi odpadlo listje jelš, ki daje odličen kompost. 
Jelša je tudi rod, ki raste hitro in uspeva tudi na slabih in kislih podlagah. Prav zato jo zasajajo tudi na požgana področja in v izrabljene dnevne kope, kjer je potreba po hitri pogozditvi. Vse vrste so zaradi hitre rasti zanimive za uporabo v proizvodnji biomase. Goste krošnje in hitra rast so jelšo naredile tudi zelo uporabno drevo povsod, kjer je potrebno ublažiti sunke vetra. Prav zato so jelše zasadili vzdolž zahodne obale Škotske in s pasovi jelševih gozdov ščitijo zemljo pred sunki atlantskega vetra.

### Hrana za divjad
Mačice jelš so spomladi za čebele eden prvih virov peloda, ki ga čebele potrebujejo za začetek spomladanskega razvoja. Z listi jelš se hranijo tudi nekatere gosenice metuljev in vešč.  

### Komercialna uporaba

#### V mizarstvu
Jelševina je v mizarstvu zaradi hitre rasti in posledično manjše gostote lesa dokaj uporabna. Iz nje izdelujejo različno pohištvo, ki se ga da zlahka obdelovati.

#### Za izdelavo glasbenih instrumentov
Jelšev les se uporablja za izdelavo električnih kitar. Iz tega lesa izdelujeta kitare znani podjetji Fender in Jackson. Jelšev les naj bi namreč zagotavljal bolj jasen zvok kot druge vrste lesa (na primer mahagonij). Zaradi manjše gostote ima jelševina boljšo resonanco. Nekateri proizvajalci uporabljajo jelševino tudi za izdelavo harf. 

#### V industriji
Jelševina se je v preteklosti uporabljala za kurjavo pri predelavi različnih kovinskih rud, oglje iz jelševega lesa pa je bila ena ključnih sestavin črnega smodnika. 

#### Za prekajevanje rib
Les jelš se že od nekdaj uporablja za prekajevanje rib in mesa, čeprav so ga ponekod nadomestili z lesom drugih vrst. Na severozahodni obali Severne Amerike se pri prekajevanju pacifiškega lososa (Oncorhynchus) še danes uporablja zgolj les jelš, pri čemer se največ uporabljata vrsti A. rubra in A. viridis ssp. sinuata. Razlog tiči v tem, da je prekajevanje teh rib že tradicionalno za ta del sveta, v preteklosti pa tam ni bilo drugega lesa, ki bi ga staroselci lahko izkoriščali v tolikšnem obsegu. 

#### Kot barvilo
V 17. stoletju so v Ayrshiru lubje jelš uporabljali za barvanje in strojenje usnja.

## Vezava dušika
Jelše so znene po tem, da vzpostavijo simbiozo z bakterijami, ki iz zraka nase vežejo dušik in ga predelajo v nitrate, ki jih oddajo v zemljo, da jih drevo uporabi pri lastnem razvoju. Te bakterije se nahajajo v posebnih izrastkih, ki jih jelše naredijo na koreninah. Ti izrastki so lahko veliki kot pest in so rdečkaste barve z majhnimi vdolbinami. Drevo v zameno za nitrate oskrbuje bakterije z ogljikom, ki ga pridela preko fotosinteze. 

## Medicinska uporaba
Mačice jelš so užitne in vsebujejo veliko beljakovin, zaradi česar obstajajo poročila o tem, da so izgubljeni ljudje večkrat preživeli prav tako, da so jedli mačice teh dreves. 
Skorja vsebuje salicin, ki deluje protivnetno in se v telesu presnavlja v salicilno kislino . Severnoameriški staroselci so lubje vrste Alnus rubra uporabljali za zdravljenje nekaterih kožnih bolezni, pa tudi za blaženje posledic pikov insektov. Staroselsko pleme Črne noge so pripravke iz lubja te drevesne vrste uporabljali za zdravljenje tuberkuloze in za uravnavanje delovanja limfnih žlez. Kasnejše raziskave so dokazale, da skorja tega drevesa vsebuje betulin in lupeol. Obe učinkovini naj bi pomagali zatirati rast različnih tumorjev . 

## Klasifikacija
Rod se deli na tri podrodove:
Podrod Alnus. Drevesa, ki mačice naredijo že v jeseni, čez zimo pa so le-te zaprte in se odprejo spomladi. Obsega okoli 15-25 vrst:
- Alnus acuminata — razširjena v Južni Ameriki.
- Alnus cordata — razširjena v Italiji.
- Alnus cremastogyne
- Alnus firma — Kyūshū (Japonska)
- Alnus glutinosa — črna jelša, razširjena po Evropi, tudi v Sloveniji

- Alnus incana — siva jelša, razširjena v Evraziji.
  - Alnus hirsuta (A. incana subsp. hirsuta) — razširjena v severovzhodni in centralni Aziji.
  - Alnus oblongifolia (A. incana subsp. oblongifolia) — razširjena v jugozahodni Severni Ameriki.
  - Alnus rugosa (A. incana subsp. rugosa) — razširjena po severovzhodni Severni Ameriki.
  - Alnus tenuifolia (A. incana subsp. tenuifolia) — razširjena po severozahodni Severni Ameriki.
- Alnus japonica — japonska jelša, razširjena na Japonskem.
- Alnus jorullensis — razširjena v Mehiki in Gvatemali.
- Alnus mandshurica — razširjena na ruskem dalnjem vzhodu, Kitajski in Koreji.
- Alnus matsumurae — Honshū (Japonska).
- Alnus nepalensis — nepalska jelša, razširjena v vzhodni Himalaji in jugozahodni Kitajski.
- Alnus orientalis — razširjena v južni Turčiji, severozahodni Siriji in na Cipru.
- Alnus pendula — Japonska, Koreja.
- Alnus rhombifolia — razširjena v osrednjem delu zahodne Severne Amerike.
- Alnus rubra — razširjena na zahodni obali Severne Amerike.

- Alnus serrulata — razširjena po vzhodnem delu Severne Amerike.
- Alnus sieboldiana — razširjena po Honshūju (Japonska).
- Alnus subcordata — razširjena po Kavkazu in Iranu.
- Alnus trabeculosa — razširjena po Kitajski in Japonski.

Podrod Clethropsis. Drevesa ali grmičevje, ki mačice razvije in opraši v jeseni. Obsega tri vrste:
- Alnus formosana — razširjena na Taiwanu
- Alnus maritima — razširjena na vzhodni obali Severne Amerike ter populacija v Oklahomi.
- Alnus nitida — razširjena v zahodni Himalaji.

Podrod Alnobetula. Grmičevje, ki mačice razvije pozno spomladi (po olistanju). Oprašuje se pozno spomladi. Obsega od ene do štirih vrst:
- Alnus viridis — razširjena po celem svetu:
  - Alnus viridis subsp. viridis - razširjena v Evraziji.
  - Alnus viridis subsp. maximowiczii (A. maximowiczii) - razširjena na Japonskem.
  - Alnus viridis subsp. crispa (A. crispa) - razširjena na severu Severne Amerike.
  - Alnus viridis subsp. sinuata (A. sinuata), - razširjena v zahodnem delu Severne Amerike ter po severovzhodni Sibiriji.